# Shirankedo
Shirankedo (しらんけど) ist eines der Wörter, die im Kinki-Dialekt (Kansai-Dialekt) in Japan verwendet werden.
Diese Formulierung wird verwendet, um ein Gespräch abzuschließen, bei dem keine vollständige Gewissheit über das Gesagte besteht.

## Überblick
Insbesondere im Osaka-Dialekt kann, nachdem über die eigenen Argumente gesprochen wurde, zum Schluss gesagt werden: „Ich kann nicht für meine eigenen Ansichten verantwortlich gemacht werden“.
Laut einem Interview, das der japanische Sprachwissenschaftler Satoshi Kinsui, Professor an der Graduate School of Letters der Universität Osaka geführt hat, wird die ursprüngliche Formulierung „yoo shiran kedo“ (Das weiß ich nicht so gut) nun am Ende des Satzes hinzugefügt und ist auch eine Ausdrucksform. Es wird auch gesagt, dass dies ein Ausdruck des Wunsches ist, in Kansai Immunität zu erlangen, wo viele Menschen mehr Wert auf den Versuch legen, andere zu unterhalten als auf Genauigkeit. Da er eine so eindeutige und zweideutige Bedeutung hat, wird er bei der Arbeit nicht verwendet und sollte nicht unnötig geglaubt werden. Laut einer Umfrage von Yahoo News verwendeten 20.022 (55,8 %) von 35.886 Personen die Endung „Shirankedo“.
Am 8. Februar 2020 wurde er als Titel für die erste Pilotversion des Varietéprogramms Kamaitachi no Shirankedo des Mainichi Broadcasting System verwendet, und am 30. September 2021 wurde er in der Sektion „Himitsu no OSAKA Kiwami“ des Varietéprogramms Himitsu no Kenmin Show Kiwami von Yomiuri TV gezeigt.
Der Titel wird am 12. Februar 2022 in einem Lied von Johnny’s WEST verwendet.